# The Appearances of Keak da Sneak
The Appearances of Keak da Sneak — компіляція американського репера Keak da Sneak, видана лейблом Moe Doe Entertainment 23 жовтня 2001 р. До релізу увійшли композиції з релізів різних виконавців, у записі котрих узяв участь Keak da Sneak. За перший тиждень платівка розійшлася накладом у 5 тис. копій.

## Список пісень
1. «Mobb Shit» (з участю Cydal, Swoop G та The Luniz) — 5:11
2. «In tha Doe» — 4:19
3. «Rap Game» (з участю B.A.) — 4:09
4. «Ride fo This» — 3:01
5. «Broke Off» (з участю Organized Crime, DT, The Delinquents та 3X Krazy) — 4:57
6. «Ring It» (з участю E-40, Spice 1 та Harm)
7. «Mac Dammit and Friends»- 3:33 (з участю B.A., Mac Dre та PSD) — 4:45
8. «No Remorse» (з участю T-Luni) — 4:09
9. «No Win Situation» (з участю King T, Casual та Ant Banks) — 4:04
10. «I'd Rather Smoke with U» — 4:10
11. «Comin for Me» (з участю AP.9 та Willie Hen) — 4:39
12. «Raw Meat» (з участю Brotha Lynch Hung) — 2:56
13. «Welcome to Oakland» — 4:17
14. «Ain't Shit Changed» (з участю Laroo) — 4:25
15. «Broke» — 4:15
16. «Shockn Niggaz» (з участю Killa Tay) — 3:44
17. «Life Ain't Bullshit» — 3:34